# محطة جنتيلي للطاقة النووية

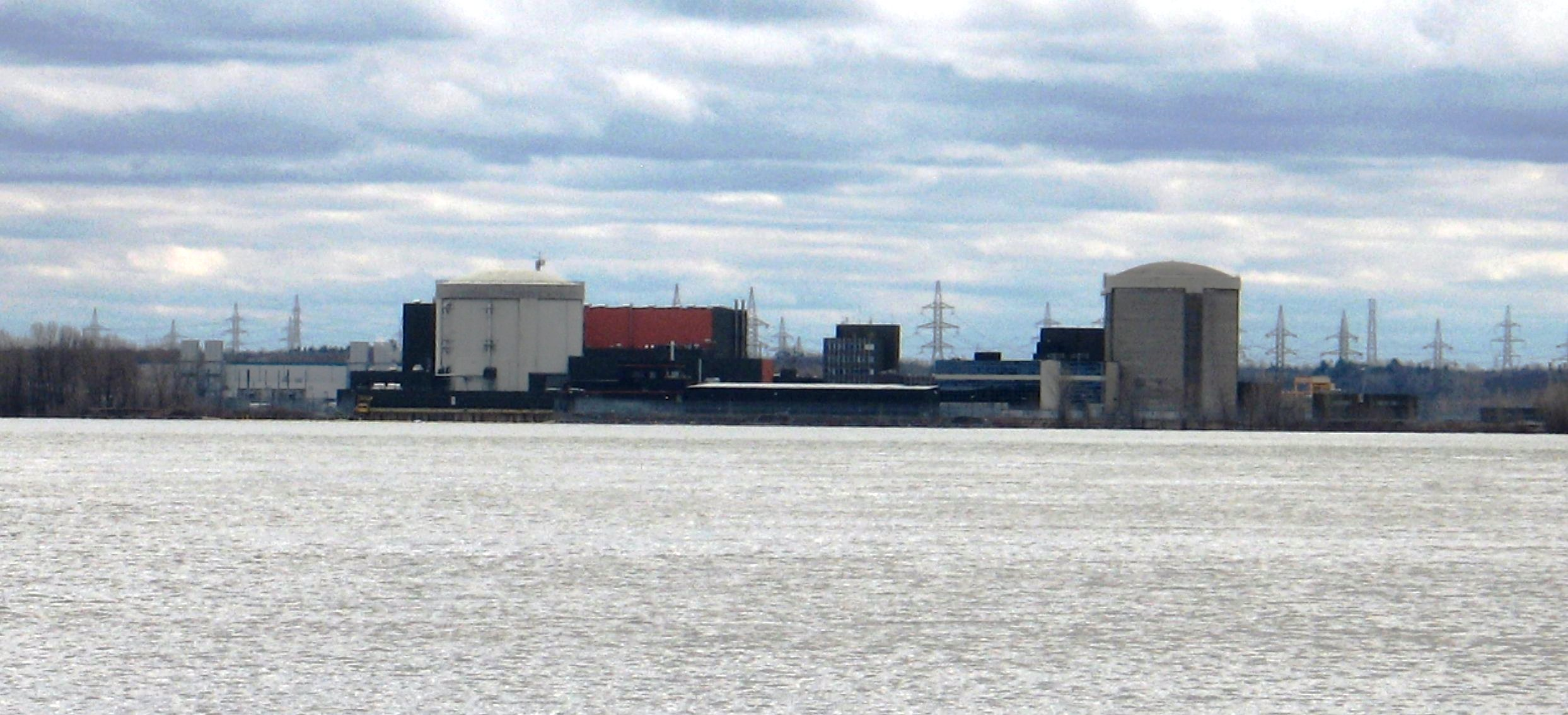
محطة جنتيلي للطاقة النووية

محطة جنتيلي للطاقة النووية هي محطة طاقة نووية سابقة تقع على الشاطئ الجنوبي لنهر سانت لورانس على بعد 100 كم شمال شرق مونتريال.

## نبذة
تحتوي المحطة على مفاعلين نوويين وجد بها مشكلات فنية في المفاعل الأول وأغلق في عام 1977 و استمر المفاعل الثاني بالعمل.
تم بناء مفاعلات جنتيلي على مراحل بين عامي 1966 و 1983 وكانت جزء من خطة تتكون من 30 إلى 35 مفاعل نووي في كيبيك.
كان من المقرر بناء مفاعل ثالث على نفس الموقع ولكن تم إلغاؤه بسبب انخفاض نمو الطلب في أواخر السبعينيات.

## الإغلاق
في أكتوبر 2012 تقرر لأسباب اقتصادية إيقاف تشغيل المفاعل الثاني وهي عملية ستستغرق حوالي 50 عام لإكمالها وفي ديسمبر من نفس العام تم إغلاق المفاعل وبدأت عملية إيقاف التشغيل.